# Axel Rutensköld (politiker)
Abraham Axel Rutensköld (i riksdagen kallad Rutensköld i Olstorp), född 29 maj 1820 i Algutstorp, Älvsborgs län, död 7 augusti 1910 i Algutstorp, var en svensk godsägare och politiker.
Axel Rutensköld var ägare till godset Olstorp i Algutstorp. Han var som politiker kommunalordförande, landstingsman och ledamot av riksdagens andra kammare, invald i Vättle, Ale och Kullings domsagas valkrets 1876–1878 och i Kullings härads valkrets 1879–1881. Han var bruksförvaltare vid Dicksonska sågen i Matfors 1853–1866, där han efterträdde L. Frykholm, och var 1867–1898 revisor vid Dicksonska verken i Norrland.